# Каспар III фон дер Шуленбург
Каспар III фон дер Шуленбург (на немски: Kaspar III. Graf von der Schulenburg; * пр. 1536; † 1581/1583) е граф от „Бялата линия“ на благородническия род фон дер Шуленбург.
Той е син на граф Ханс VIII фон дер Шуленбург († 1558/1568) и съпругата му Анна фон Финеке († сл. 1568). Внук е на рицар Бусо II фон дер Шуленбург († сл. 1502/сл. 1508) и правнук на Бусо I фон дер Шуленбург († 1475/1477), рицар от „Бялата линия“, и втората му съпруга Армгард Елизабет фон Алвенслебен.
Брат е на Кристоф фон дер Шуленбург († 1553), Бусо VI фон дер Шуленбург († 1601/1605), Фриц IX фон дер Шуленбург († 1605), Ханс IX фон дер Шуленбург († 1588), Ингебург фон дер Шуленбург († 1599), омъжена за Якоб фон Бредов, и Катарина фон дер Шуленбург († 1577), омъжена за Раймар фон Алвенслебен.
Роднина е на Кристоф фон дер Шуленбург (1513 – 1580), последният католически епископ на Ратцебург (1550 – 1554).

## Фамилия
Каспар III фон дер Шуленбург се жени за Елизабет фон Бредов. Те имат седем деца:
- Ханс Йоахим фон дер Шуленбург
- Георг Кристоф фон дер Шуленбург (1599 – 1631), женен I. на 14 октомври 1599 г. за Мария фон Алвенслебен (* 26 ноември 1579, Рьогац; † 6 септември 1603), II. за София фон дер Шуленбург, дъщеря на граф Антон II фон дер Шуленбург (1535 – 1593) от „Бялата линия“ и графиня Рикса фон дер Шуленбург († 1593) от „Черната линия“, III. за Елза фон Кампен
- Анна фон дер Шуленбург, омъжена за фон Шпар
- Катарина фон дер Шуленбург, омъжена за Фридрих фон Хаймбург
- Александер II фон дер Шуленбург (1563 – 1628), женен I. за Анна фон Минигероде, II. за : Елизабет София фон Пфул, III. за Анна Анастасия фон Вие
- Луция фон дер Шуленбург († сл. 1614), омъжена за Фридрих Албрехт фон Вулкау
- Ингеборг фон дер Шуленбург